# ブルックリンの近隣住区の一覧

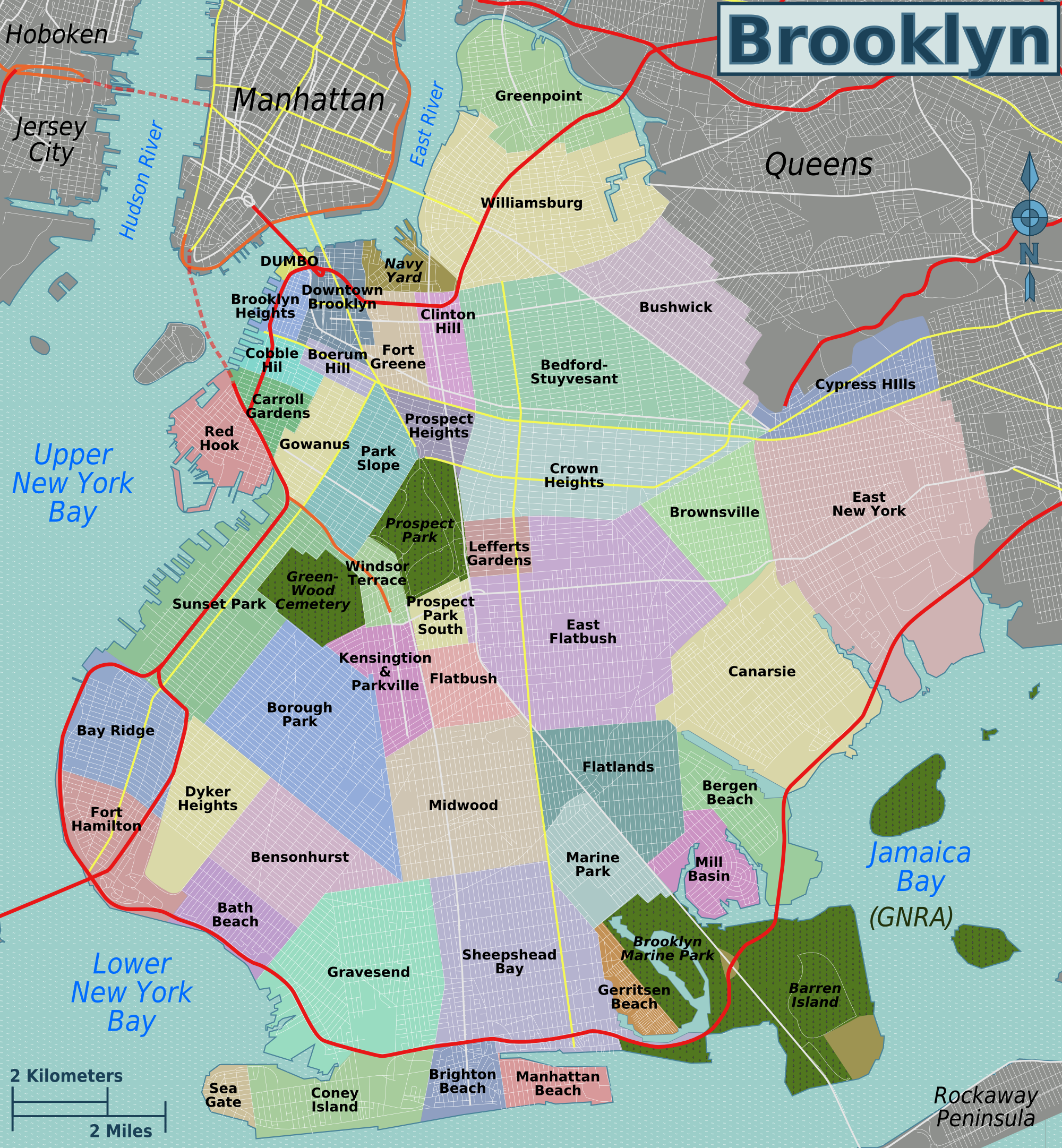
注：この地図における近隣住区の境界はおおよそのものである。

ブルックリンの近隣住区の一覧 ( (list of Brooklyn neighborhoods) ) は、ニューヨーク市の行政区の一つであるブルックリン区の近隣住区を並べた一覧である。

## 北西ブルックリン
- ブルックリン・ハイツ (Brooklyn Heights)
- ブルックリン・ネイビー・ヤード (Brooklyn Navy Yard)
  - アドミラルズ・ロウ (Admiral's Row)
- カドマン・プラザ (Cadman Plaza)
- クリントン・ヒル (Clinton Hill)
- ダウンタウン・ブルックリン (en:Downtown Brooklyn)
- ダンボ (DUMBO)
- フォート・グリーン (Fort Greene)
- フルトン・フェリー (Fulton Ferry)
- プロスペクト・ハイツ (Prospect Heights)
- ヴィネガー・ヒル (Vinegar Hill)

## サウス・ブルックリン
サウス・ブルックリン (South Brooklyn) と呼ばれるブルックリン内の地域は、歴史上のかつてのブルックリン町との地理的な位置関係から名付けられている。この地区は上述の北西ブルックリンすぐ南に位置し、現在のブルックリン全体の中で南側に位置しているわけではない。
- ボーラム・ヒル (Boerum Hill)
- キャロル・ガーデンズ (Carroll Gardens)
- コブル・ヒル (Cobble Hill)
- コロンビア・ストリート・ウォーターフロント・ディストリクト (Columbia Street Waterfront District)
- ゴワナス (Gowanus)
- グリーンウッド・ハイツ (Greenwood Heights)
- グリーンウッド・ハイツ (Park Slope)
- レッド・フック (Red Hook)
- サウス・パーク・スロープ (South Park Slope)
- サンセット・インダストリアル・パーク (Sunset Industrial Park)
- ウィンザー・テラス (Windsor Terrace)

## 北ブルックリン
- ベッドフォード (Bedford)
- ベッドフォード＝スタイベサント (Bedford-Stuyvesant)
- ブッシュウィック (Bushwick)
  - ワイコフ・ハイツ (Wyckoff Heights)
- グリーン・ポイント (Greenpoint)
  - リトル・ポーランド (Little Poland)
- ウィリアムズバーグ (Williamsburg)
  - イースト・ウィリアムズバーグ (East Williamsburg)

## 中央ブルックリン
- ビヴァリー・スクエアース (Beverley Squares)：ビヴァリー・スクエア・イースト (Beverley Square East) & ビヴァリー・スクエア・ウエスト (Beverley Square West)
- クラウン・ハイツ (Crown Heights)
- ディトマス・パーク (Ditmas Park)
- イースト・フラットブッシュ (East Flatbush)
- ファラガット (Farragut)
- フィスク・テラス (Fiske Terrace)
- フラットブッシュ (Flatbush)
- ケンジントン (Kensington)
- オーシャン・ヒル (Ocean Hill)
- オーシャン・パークウェイ (Ocean Parkway)
- ピッグタウン (Pigtown)
- プロスペクト・レファーツ・ガーデンズ (Prospect Lefferts Gardens)
- プロスペクト・パーク・サウス (Prospect Park South)
- ストイフェサント・ハイツ (Stuyvesant Heights)
- ウィークスヴィル (Weeksville)
- ウィン ゲート (Wingate)

## 南西ブルックリン
ブルックリンの南西側のエリアは多くのストリートやアベニューを共有している。36th Streetから101st Streetまでおよび1st Avenueから25th Avenueまでは、以下の近隣住区それぞれに渡って走っている。
- バス・ビーチ (Bath Beach)
- ベイ・リッジ (Bay Ridge)
- ベンソンハースト (Bensonhurst)
- ボロー・パーク (Borough Park)
- ダイカー・ハイツ (Dyker Heights)
- メイプルトン (Mapleton)
- ニュー・ユトレヒト (New Utrecht)
- サンセット・パーク (Sunset Park)

## 南ブルックリン
- ブライトン・ビーチ (Brighton Beach)："リトル・オデッサ" (Little Odessa) としても知られる。
- チャイナタウン (Chinatown)
- コニーアイランド (Coney Island)
- ジェリッツェン・ビーチ (Gerritsen Beach)
- グレーブゼンド (Gravesend)
- ホームクレスト (Homecrest)
- マディソン (Madison)
- マンハッタン・ビーチ (Manhattan Beach)
- ミッドウッド (Midwood)
- プラム・ビーチ (Plum Beach)
- シー・ゲート (Sea Gate)
- シープスヘッド・ベイ (Sheepshead Bay)
- ホワイト・サンズ (White Sands)

## 東ブルックリン
- ブラウンズヴィル (Brownsville)
- カナーシー (Canarsie)
- シティ・ライン (City Line)
- サイプレス・ヒル (Cypress Hills)
- イースト・ニューヨーク (East New York)
- ハイランド・パーク (Highland Park)
- ニュー・ロッツ (New Lots)
- スターレット・シティ (Starrett City)

## 南東ブルックリン
- バレン・アイランド (Barren Island)
- バーゲン・ビーチ (Bergen Beach)
- フラットランズ (Flatlands)
- ジョージタウン (Georgetown)
- マリン・パーク (Marine Park)
- ミル・ベイジン (Mill Basin)

## 歴史上の区分
当初のオランダ植民地時代は現在のブルックリンは明確な境界を持つ6つの町から成っていた。後にイギリス植民地となり、やがてこれらの町は合併しキングス郡がブルックリン市という一つの市となった。これらの町は、北から時計回りにブッシュウィック、ブルックリン、フラットランズ、グレーブゼンド、ニュー・ユトレヒト、およびこれらの真ん中に位置するフラットブッシュである。現在のこれらと同名の近隣住区は、かつての町の範囲のおよそ中央に位置している。この当初の6つの町の一部が一時的に独立した町となったこともあったが、再びいずれかの町に統合されている。
1894年の住民投票の結果、1898年にブルックリン市はニューヨーク市の行政区の一部となった。

### ブッシュウィック町
1854年ブルックリン町へ併合
- ブッシュウィック (Bushwick)
- グリーンポイント (Greenpoint)
- ウィリアムズバーグ (Williamsburg)（1840年にブッシュウィック町から分離、1854年にブルックリン町へ併合）

### ブルックリン町
- ベッドフォード＝スタイベサント (Bedford-Stuyvesant)
- ボーラム・ヒル (Boerum Hill)
- キャロル・ガーデンズ (Carroll Gardens)
- コブル・ヒル (Cobble Hill)
- ブルックリン・ハイツ (Brooklyn Heights)
- ブラウンズヴィル (Brownsville)
- シティ・ライン (City Line)
- クリントン・ヒル (Clinton Hill)
- クラウン・ハイツ (Crown Heights)
- サイプレス・ヒル (Cypress Hills)
- ダウンタウン・ブルックリン (Downtown Brooklyn)
- ダンボ (DUMBO)
- イースト・ニューヨーク (East New York)
- フォート・グリーン (Fort Greene)
- ゴワナス (Gowanus)
- グリーンウッド・ハイツ (Greenwood Heights)
- ハイランド・パーク (Highland Park)
- ニュー・ロッツ (New Lots)（1852年にフラットブッシュ町から分離、1866年にブルックリン町へ併合）
- オーシャン・ヒル (Ocean Hill)
- パーク・スロープ (Park Slope)
- プロスペクト・ハイツ (Prospect Heights)
- ランボ (RAMBO)
- スプリング・クリーク (Spring Creek)
- スターレット・シティ (Starrett City)
- ストイフェサント・ハイツ (Stuyvesant Heights)
- サンセット・パーク (Sunset Park)
- ヴィネガー・ヒル (Vinegar Hill)
- ウィークスヴィル (Weeksville)
- ウィンザー・テラス (Windsor Terrace)
- ウィン ゲート (Wingate)

### フラットランズ町
1896年ブルックリン町へ併合
- バーゲン・ビーチ (Bergen Beach)
- カナーシー (Canarsie)
- フラットランズ (Flatlands)
- ジョージタウン (Georgetown)
- マリン・パーク (Marine Park)
- ミル・ベイジン (Mill Basin)
- ミッドウッド (Midwood) の南東側の四分の一

### グレーブゼンド町
1894年ブルックリン町へ併合
- ブライトン・ビーチ (Brighton Beach)
- コニーアイランド (Coney Island)
- ジェリッツェン・ビーチ (Gerritsen Beach)
- グレーブゼンド (Gravesend)
- ホームクレスト (Homecrest)
- マディソン (Madison)
- マンハッタン・ビーチ (Manhattan Beach)
- プラム・ビーチ (Plum Beach)
- シー・ゲート (Sea Gate)
- シープスヘッド・ベイ (Sheepshead Bay)
- バス・ビーチ (Bath Beach) の南東側の半分
- ベンソンハースト (Bensonhurst) の南東側の半分
- ミッドウッド (Midwood) の南西側の四分の一

### ニュー・ユトレヒト町
1894年ブルックリン町へ併合
- ベイ・リッジ (Bay Ridge)
- ボロー・パーク (Borough Park)
- ダイカー・ハイツ (Dyker Heights)
- ニュー・ユトレヒト (New Utrecht)
- バス・ビーチ (Bath Beach) の北西側の半分
- ベンソンハースト (Bensonhurst) の北西側の半分
- サンセット・パーク (Sunset Park) の南側

### フラットブッシュ町
1894年ブルックリン町へ併合
- ディトマス・パーク (Ditmas Park)
- イースト・フラットブッシュ (East Flatbush)
- ファラガット (Farragut)
- フィスク・テラス (Fiske Terrace)
- フラットブッシュ (Flatbush)
- ケンジントン (Kensington)
- プロスペクト・レファーツ・ガーデンズ (Prospect Lefferts Gardens)
- プロスペクト・パーク・サウス (Prospect Park South)
- ミッドウッド (Midwood) の南側の半分